# Yōji Sakai
Yōji Sakai (japanisch 堺 陽二 Sakai Yōji; * 13. Dezember 1977 in der Präfektur Saitama) ist ein ehemaliger japanischer Fußballspieler.

## Karriere
Sakai erlernte das Fußballspielen in der Universitätsmannschaft der Takushoku-Universität. Seinen ersten Vertrag unterschrieb er 2000 bei Thespa Kusatsu. Am Ende der Saison 2004 stieg der Verein in die J2 League auf. Ende 2006 beendete er seine Karriere als Fußballspieler.